# Oldřichov (Olomouc)
Oldřichov (in tedesco Ulrichowitz) è un comune della Repubblica Ceca facente parte del distretto di Přerov, nella regione di Olomouc.